# Hans Wild (Landsknecht)
Hans Wild (* 1585 als Johann Wild; † nach 1619) war ein deutscher Landsknecht aus Nürnberg, der in den Türkenkriegen unter anderen bei Gran kämpfte. Er geriet am 27. oder 28. Dezember 1604 bei dem Kampf um St. Andrä in ungarische Gefangenschaft und wurde als Sklave an die Türken verkauft, deren Verbündete die Ungarn zu der Zeit waren. Im Laufe seiner Gefangenschaft besuchte er als einer der ersten christlichen Europäer das islamische Heiligtum Mekka. Durch seinen Erlebnisbericht gelangte das Abendland zu detaillierten Kenntnissen über die islamische Welt.

## Erlebnisse
Die ersten Jahre nach seiner Gefangennahme lebte er als Sklave in Konstantinopel. Er erwies sich als begabt, lernte schnell die türkische Sprache und wurde nach leichten Anpassungsschwierigkeiten in Bezug auf die muslimischen Sitten für Verwaltungsaufgaben eingesetzt. Seine Beschreibungen lassen auf eine gewisse Bildung Wilds schließen, denn er schilderte örtliche Gegebenheiten unter Bezug auf antike Geographen recht genau und konnte Wert und Preise von alltäglichen Waren gut taxieren.
1606 wurde er zum fünften Mal verkauft und nach Kairo verbracht. Dort wurde er von einem persischen Kaufmann gekauft. In Kairo lernte er die arabische Sprache. Er begleitete den Kaufmann auf dessen Geschäftsreisen unter anderem auf strapaziösen Karawanenfahrten nach Mekka, Medina, Dschidda, Jemen, Sinai, Jerusalem und Damaskus.
Da es Christen und Juden bei Todesstrafe untersagt war die heiligen Stätten zu besuchen, kann davon ausgegangen werden, dass Hans Wild zumindest vordergründig zum Islam konvertierte. Er nahm nach eigenen Angaben an allen kultischen Handlungen am Grab des Propheten Mohammed in Medina teil. Dennoch nutzte er einen späteren Aufenthalt in Jerusalem, um sich von dem Patriarchen eine Bestätigung des Besuchs des Grabes Christi ausstellen zu lassen. Als sein Besitzer dieses Dokument fand, verkaufte er ihn im Zorn weiter. Wild diente nun einem älteren Türken in Kairo, der ihm 1609 die Freiheit wiedergab. Nachdem ein erster Rückkehrversuch scheiterte und sein Schiff Schiffbruch erlitt, kehrte er über Zypern und Antalya wieder nach Kairo zurück. Im Jahr 1611 gelangte Hans Wild wieder in die Nürnberger Heimat, wo er seine Erlebnisse niederschrieb.
Sein Erlebnisbericht war für das Abendland eines der ersten Zeugnisse über Sitten, Gebräuche, Landschaften, Menschen und Stätten des Islam im 17. Jahrhundert. Durch seine Schilderung der islamischen Heiligtümer wurden einige bislang verbreitete Gerüchte, wie etwa das über einen eisernen Sarg des Propheten Mohammed, der von einem großen Magnetstein in Schwebe gehalten werde, widerlegt.

## Werke
- Neue Reysbeschreibung eines Gefangenen Christen/ Wie derselbe neben anderer Gefährligkeit zum sibenden mal verkaufft worden/ welche sich Anno 1604. angefangen/ und 1611. ihr end genommen/ Darinnen außführlich zu finden/ die Stätt/ Länder und Königreich/ sampt deroselben Völcker/ Sitten und Gebräuch/ so vil er in werender Reys gesehen und erfahren. Insonderheit von der Türcken und Araber Järlichen Walfahrt von Alcairo nach Mecha/ […]. Item von der Statt Jerusalem/ deß H. Grabs/ deß Tempels Salomonis/ […]. Deßgleichen von der Statt Constantinopel: deß Türckischen Käysers Hofhaltung: […]. In IIII. unterschiedlichen Büchern begriffen. Auffs fleisigst eigner Person Beschrieben und außgestanden Durch Johann Wilden/ Burgern inn Nürnberg. Mit einer Vorrede Herrn Salomon Schweiggers/ Predigers zu vnser Frauen daselbsten. Balthasar Scherf, Nürnberg 1613 (Digitalisat, Digitalisat)
- Neue Reysbeschreibung eines Gefangenen Christen/ Wie derselbe neben anderer Gefährligkeit zum sibendem mal verkaufft worden/ welche sich Anno 1604. angefangen/ und 1611. ihr end genommen/ Darinnen außführlich zu finden/ die Stätt/ Länder und Königreiche/ sampt deroselben Völcker/ Sitten und Gebräuch/ so viel er in werender Reys gesehen und erfahren. […] In IIII. unterschiedlichen Büchern begriffen. Auffs fleisigst eigner Person beschrieben und außgestanden Durch Johann Wilden/ Burgern inn Nürnberg. Mit einer Vorrede Herrn Salomon Schweiggers S. Predigers zu vnser Frauen daselbsten. Ludwig Lochner, Nürnberg 1623 (Digitalisat, Digitalisat)
- Reysbeschreibung eines Gefangenen Christen Anno 1604. Herausgegeben von Dr. Georg A. Narciß. Bearbeitet nach dem durch Ludwig Lochner 1613 zu Nürnberg verlegten Erstdruck von Prof. Karl Teply. Steingrüben, Stuttgart 1964